# HD91089
HD91089 — хімічно пекулярна зоря спектрального класу B9, що має видиму зоряну величину в смузі V приблизно  7,5.
Вона  розташована на відстані близько 1279,0 світлових років від Сонця.

## Фізичні характеристики
Телескоп Гіппаркос зареєстрував фотометричну змінність  даної зорі з періодом    2,15 доби в межах від  Hmin= 7,54 до  Hmax= 7,45.

## Пекулярний хімічний склад
Зоряна атмосфера HD91089 має підвищений вміст 
Si
.